# Mahmud Behmen
Mahmud Behmen (4. března 1894 nebo 1895 Stolac, Bosna a Hercegovina – 10. listopadu 1937 Sarajevo, Království Jugoslávie), někdy uváděn i jako Mahmut, byl bosenskohercegovský politik bosňáckého původu.

## Životopis
V rodném městě dokončil mekteb, muslimskou základní školu. Vyšší gymnázium navštěvoval v Mostaru (maturoval roku 1909), nato se zapsal do studia práv na Univerzitě v Záhřebu. Po větší část pobytu v chorvatské metropoli pobíral stipendium nebo čerpal půjčku muslimského podpůrného spolku Gajret. Univerzitu z důvodu vypuknutí světové války a odvedení do vojska přerušil a dokončil ji až roku 1920, kdy také získal titul doktora práv. Následně byl jmenován justičním čekatelem u soudu v Mostaru (1920–1922) a současně byl předsedou muslimského konviktu, který spravoval spolek Gajret (Úsilí). Roku 1922 se přestěhoval do Sarajeva.
Po vzniku Království Srbů, Chorvatů a Slovinců se intenzivně angažoval v politice. Byl členem Jugoslávské muslimské organizace (JMO) od jejího vzniku na začátku roku 1919. Od roku 1923 (do zavedení královské diktatury a zrušení všech politických stran v lednu 1929), kdy se strana rozštěpila, vykonával post tajemníka strany. Na kandidátce JMO byl pak roku 1927 zvolen poslancem bělehradského parlamentu (za okrsek Kladanj). Opakovaně vykonával funkci šéfredaktora ve stranickém orgánu Pravda (Spravedlnost), a to krátce roku 1925 a nato mezi lety 1936 a 1937.
Behmen se roku 1923 podílel na vzniku muslimského podpůrného spolu Narodna uzdanica (Lidová opora).
Několik měsíců před smrtí bojoval s nefrosklerózou. Behmen zemřel 10. listopadu 1937 v Sarajevu, hned nazítří se uskutečnila zádušní mše v Gazi Husrev-begově mešitě. Tělesné ostatky byly uloženy na hřbitově v sarajevské čtvrti Grlića brdo.
Jeho bratr Šefkija (1892–1974) byl taktéž právník a politik Jugoslávské muslimské organizace.